# Cases d'en Canuto
Les Cases d'en Canuto és una obra modernista de Castellterçol (Moianès) inclosa a l'Inventari del Patrimoni Arquitectònic de Catalunya.

## Descripció
Conjunt de quatre cases de principis del segle XX d'estil modernista. La façana encarada a migdia presenta parament de pedra amb decoració de motllures. El portal és de pedra, amb brancals i llinda decorats amb garlandes i motius vegetals i a banda i banda hi ha dues finestres amb decoració similar. Per sobre del portal d'accés es troba un ull de bou amb una gerra decorativa a l'interior. El conjunt està rematat per un frontis de línies sinuoses.

## Història
Aquestes cases foren construïdes per Cebrià Calvet (Canuto) amb la finalitat de llogar-les a famílies estiuejants; això estava lligat a un pla de potenciació del turisme al poble, del qual en Canuto va ser el capdavanter. Segons una tradició local, en Francesc Cambó ocupà una d'aquestes cases per la qual cosa són conegudes com a "cases d'en Cambó".